# 제정
제정(帝政)은 군주정의 일종으로, 제국의 황제가 다스리는 정치 체계를 뜻한다.
역사적으로 최초로 황제를 칭한 것은 동양에서는 진나라, 서양에서는 로마 제국이 있다. 이후 동서양의 군주들은 각각 진나라와 로마 제국의 후계자를 자임하여 황제의 칭호를 유지하였다.
동양의 경우 진나라를 계승한 한나라부터 청나라까지 중국 왕조들이 황제의 칭호를 사용하였다. 중국 이외에 일본 천황을 모시는 일본과 한국 황제를 모시는 대한제국이 황제국으로 불렸다 
서양에서는 신성 로마 제국이 로마 황제를 물려받았다고 주장했다.
이후 러시아 제국이 같은 방식으로 황제를 자임하였다. 프랑스도 나폴레옹 1세와 나폴레옹 3세가 황제를 자칭하였다. 독일에서는 독일 제국이 신성로마제국의 계승자를 자처하며 '제2제국'으로 불렸으며, 히틀러의 독일은 '제3제국'으로 불린다.

## 같이 보기
- 군주제